# مبادرة ستة زائد ثلاثة
مبادرة ستة زائد ثلاثة («6 + 3») هي اقتراح من أوزبكستان، يهدف إلى حل سلمي للنزاع الأفغاني بمشاركة الدول الست المجاورة لأفغانستان، بالإضافة إلى الولايات المتحدة والاتحاد الروسي وحلف شمال الأطلسي كجهة فاعلة رئيسية في مكافحة الإرهاب في أفغانستان.

## خلفية
تم اقتراح المبادرة من قبل الزعيم الأوزبكي إسلام كريموف خلال قمة الناتو / مجلس الشراكة الأوروبية الأطلسية في بوخارست في أبريل 2008. اقترح إسلام كريموف في خطابه خمسة أبعاد لاستقرار الوضع في أفغانستان.
- أولاً: حل المشكلات الاجتماعية والاقتصادية ومعالجة قضايا تشغيل السكان وتعزيز سلطة الحكومة. وقد يخدم ذلك بهدف حل قضية إنتاج المخدرات والاتجار بها، وتعزيز ثقة السكان الأصليين تجاه قوات التحالف الدولي.
- ثانياً: ضمان احترام القيم الدينية والثقافية والعادات والتقاليد للشعب الأفغاني متعدد الجنسيات، بما في ذلك الأقليات.
- ثالثاً: إصلاحات تدريجية في مجال بناء الدولة وإنشاء المؤسسات المدنية.
- رابعاً: حل المشاكل الحدودية لباكستان المجاورة.
- خامساً: إحياء فريق الاتصال «6 زائد 2» الذي عمل في الفترة 1997-2001 تحت رعاية الأمم المتحدة. واقترح الزعيم الأوزبكي تحويلها إلى «6 زائد 3» من خلال إدراج منظمة حلف شمال الأطلسي، مع مراعاة عمليات مكافحة الإرهاب على الأراضي الأفغانية.

لذلك، تتوقع المبادرة مشاركة الدول الست المحيطة بأفغانستان:
- الصين
- إيران
- باكستان
- طاجيكستان
- تركمانستان
- أوزبكستان

وثلاثة أطراف أخرى:
- الولايات المتحدة
- روسيا
- الناتو

جون سي كي دالي، باحث زميل في معهد آسيا الوسطى والقوقاز في جامعة جونز هوبكنز في واشنطن، في مقالته بعنوان «اقتراح أفغانستان الأوزبكي ملائم وفي الوقت المناسب - أفغانستان: لماذا» 6 زائد 3 "؟"، نُشر في 5 تشرين الثاني / نوفمبر 2009 ويؤكد أهمية الاقتراح الحالي من أوزبكستان.

## وصلات خارجية
- التركية الأسبوعية: الرئيس كريموف يحضر قمة الناتو للشراكة من أجل السلام نسخة محفوظة 20 مارس 2012 على موقع واي باك مشين.
- معهد وسط آسيا - القوقاز: ما بعد بوخارست: آفاق الناتو في أفغانستان